# Stasimopus dreyeri
Stasimopus dreyeri är en spindelart som beskrevs av Hewitt 1915. Stasimopus dreyeri ingår i släktet Stasimopus och familjen Ctenizidae. Inga underarter finns listade i Catalogue of Life.